# Der Gebeugte

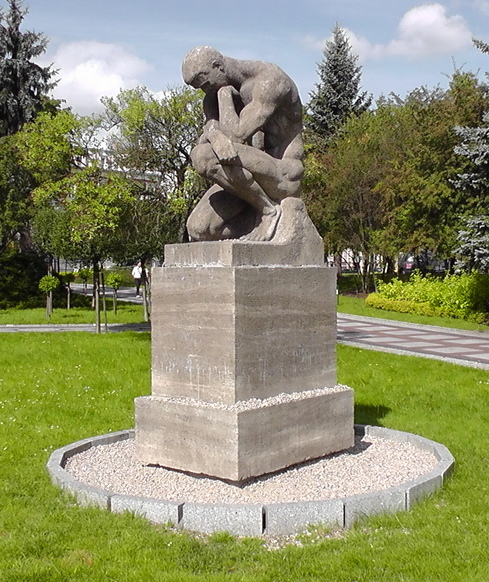
Skulptur – Der Gebeugte

Der Gebeugte ist eine Muschelkalkstein-Skulptur in Słupsk, die der Bildhauer Fritz Klimsch in den Jahren 1918/1919 erschuf.
Die Skulptur war ursprünglich als Ehrenmal für die Gefallenen des Ersten Weltkrieges geschaffen worden. 1921 stellte Fritz Klimsch das neue Werk im Berliner Salon aus. Kurz darauf erwarb die Familie von Gamp-Massaunen aus Hebrondamnitz die Skulptur und stellte diese als Ehrendenkmal auf dem in Hebrondamnitz (jetzt Damnica), Kreis Stolp, befindlichen kleinen Familienfriedhof auf.
Anfang der 1970er Jahre nach vielen Jahren der Vergessenheit erfolgten Restaurierungs- und Konservierungsarbeiten an der Skulptur. In diesem Zusammenhang erhielt das Denkmal einen neuen Aufstellungsort. Heute steht „der Gebeugte“ in einer Parkanlage im Stadtzentrum von Słupsk. 1998 wurde die Skulptur in das Denkmalregister aufgenommen.

## Verweise